# Felix Kallmann
Felix Kallmann (* 18. November 1853; † 13. November 1938) war ein deutscher Rechtsanwalt.
Der Sohn preußischer Eltern jüdischer Konfession konvertierte zum Protestantismus. Mit seiner Ehefrau Ernestine, geb. Hirschberg, hatte er den Sohn Hartmut.
Nachdem er 1909 die Patentgemeinschaft mit AEG und Siemens & Halske vorangebracht hatte, trat er um März 1913 vom Vorstand der Deutschen Gasglühlicht AG zurück.
Nachdem 1921 die Deutsche Bank die Anteilsmehrheit der UFA übernommen hatte, wurde er bis 28. Februar 1925 deren Generaldirektor (CEO).
1924 besuchte er noch die UFA-Filiale in New York und ihren Leiter Frederick Wynne-Jones sowie die New Yorker Premiere von Fritz Langs Die Nibelungen. Da das amerikanische Publikum mit dem weltberühmten deutschen Expressionismus, mit der deutschen Mystik und Romantik nicht viel anfangen konnte, waren die Export-Erlöse enttäuschend gering ausgefallen. Sein Nachfolger wurde der Bankier Ferdinand Bausback (1884–1948).
Kallmann stirbt 1938 in Berlin. Seine letzte Adresse ist Weimarer Straße 46 in Charlottenburg. Seine 1910/11 von Carl Stahl-Urach erbaute Villa in der Ahornallee 33 wurde 1934 von den katholischen Schwestern Unserer Lieben Frau erworben, die dort das Schülerinnenheim der Liebfrauenschule am Lietzensee und ein Kindergärtnerinnenseminar betrieben.